# Anisodactylus verticalis
Anisodactylus verticalis är en skalbaggsart som beskrevs av Leconte 1848. Anisodactylus verticalis ingår i släktet Anisodactylus och familjen jordlöpare. Inga underarter finns listade i Catalogue of Life.